# مبابا بيلو سيلامبار
مبابا بيلو سيلامبار (بالإندونيسية: Mbaba belo selambar) هي طقوس يؤديها الرجال والنساء على حد سواء قبل شهر زفافهم في كارو ريجنسي في سومطرة الشمالية إندونيسيا. وهو يمثل سلسلة من طقوس الزواج والحياة الاجتماعية في كارو. المسمى يعني «إحضار أوراق التنبول». هذه الطقوس جزء من سلسلة من طقوس زواج كارو التقليدية.